# West Lydford
West Lydford – wieś w Anglii, w hrabstwie Somerset, w dystrykcie (unitary authority) Somerset, w civil parish Lydford-on-Fosse. Leży 15 km od miasta Yeovil. W 1931 roku civil parish liczyła 263 mieszkańców. West Lydford jest wspomniana w Domesday Book (1086) jako Lideford.